# Fillér
Il fillér era il nome di diverse monete circolanti in Ungheria. Corrispondeva a un centesimo della corona austro-ungarica (quello che in Austria si chiamava heller),  della corona ungherese, del pengő e del fiorino. Il nome deriva dalla parola tedesca Vierer, che significa quattro. In origine il termine corrispondeva alla moneta da 4 Kreuzer.
Il fillér non viene più coniato dal 1999.